# الکس کلویل
الکس کُلویل (انگلیسی: Alex Colville؛ ۲۴ اوت ۱۹۲۰ – ۱۶ ژوئیهٔ ۲۰۱۳) نقاش اهل کانادا بود. از آثار مشهور او می‌توان «اسب و قطار»، «به‌سوی جزیره پرنس ادوارد» و «پیاده‌نظام در نیمیخن» را نام برد.
نام کلویل بر «پیاده‌روی مشاهیر کانادا» نقش بسته است.